# 79641 Daniloceirani
79641 Daniloceirani este un asteroid din centura principală de asteroizi.

## Descriere
79641 Daniloceirani este un asteroid din centura principală de asteroizi. A fost descoperit pe 19 septembrie 1998 la Campo Catino de Franco Mallia și Gianluca Masi. Asteroidul prezintă o orbită caracterizată de o semiaxă mare de 2,29 ua, o excentricitate de 0,26 și o înclinație de 0,9° în raport cu ecliptica.